# Liebeliella pleuralis
Liebeliella pleuralis är en stekelart som beskrevs av Jean-Jacques Kieffer 1910. Liebeliella pleuralis ingår i släktet Liebeliella och familjen Tanaostigmatidae. Inga underarter finns listade i Catalogue of Life.